# Shady Part of Me
Shady Part of Me – komputerowa platformowa gra logiczna, wyprodukowana przez francuskie studio Douze Dixièmes i wydana przez Focus Entertainment w 2020 roku. Ukazała się na platformy Windows, Nintendo Switch, PlayStation 4 i Xbox One.

## Rozgrywka
Shady Part of Me jest grą logiczną z widokiem z perspektywy bocznej, która wymaga współpracy między dwiema bohaterkami. Akcja gry toczy się w szpitalu, z którego próbuje uciec mała dziewczynka; pomaga jej poruszający się oddzielnie, dwuwymiarowy cień. Rozgrywka wymaga przełączania się między postacią trójwymiarowej dziewczynki i jej dwuwymiarowego cienia w celu rozwiązywania zagadek środowiskowych, wymagających operowania światłem i cieniem. Gra wykorzystuje też elementy gier platformowych, takich jak przesuwanie skrzyń, przełączanie dźwigni, wspinanie się na wyższe platformy.

## Odbiór
Shady Part of Me została uhonorowana nagrodą dla najlepszego debiutanckiego dzieła na rozdaniu nagród Pégases za rok 2021.